# 인간 불평등 기원론
⟪인간 불평등 기원론⟫은 철학자 장자크 루소가 1755년 출판한 저작이다. 1753년에 디종의 아카데미가 "인간 불평등의 기원은 무엇이며 그것은 자연법으로 시인되는가"라는 현상 논문을 모집하자 루소는 이 논문을 써서 응모했으나 낙선하고, 2년 후에 제네바 공화국에의 긴 헌사(獻辭)와 많은 주석을 달아 출판되었다.
루소는 이 책에서 홉스와 같이 철학적 허구로서 상상된 인간의 자연 상태의 개념과 진보에 대한 초기 아이디어인 인간의 완전성에 대한 개념을 제시하고, 인간이 시민 사회를 세운 방법을 설명한다. 루소는 이 책의 핵심 내용인 인간 불평등의 기원은 사유 재산의 "소유"라 지적했다. 이후 루소는 부유한 자가 가난한 자를 대상으로 유혹해 거짓 계약을 맺었기 때문에, 진정한 사회 계약을 맺어야 함을 피력하며, ⟪사회계약론⟫을 저작하고, 이상적 시민을 교육하는 방법을 제시한 ⟪에밀⟫을 저작하였다.

## 내용
본문은 2부로 나뉘며, 제1부는 자연 상태의 서술, 제2부는 사회 상태의 형성과 그 아래에서의 불평등한 발전을 설명한다. 자연 상태에 놓인 인간은 고립해서 생활을 영위하고 자기 보존의 본능밖에 없는 자연인이다. 자연인이 지니는 감정은 순수한 자연 감정이며 자기 보존의 욕망인 자기애도 역시 그러하다. 이러한 자연 상태 아래에서는 불평등이란 추호도 없으며, 자연인은 완전히 자유롭고 평등하다. 그러나 오래지 않아 사람들은 집단생활에서 이익을 발견하게 되며 원시적 생활은 파괴된다. 이렇게 해서 태어나는 최초의 사회에서는 이미 퇴폐의 징후를 볼 수 있으나 아직은 아주 타락하기까지는 이르지 못한다.
농업과 야금(冶金)의 발달은 그러나 사유 재산을 낳고 불평등과 빈곤을 증대시키며, 지배와 복종을 확대시키고 폭력이 횡행토록 한다. 그리고 이 무질서한 상태에서 빠져나가기 위해 사람들은 사회계약을 맺고 국가의 설립을 인정한다. 그것은 허위의 사회계약이나, 그것으로써 국가 권력이 승인되고 사유(私有)를 지키며, 불평등을 영속케 하는 법이 확정된다. 그리고 이 다음에 오는 것이 합법적인 권력의 자의적인 권력에의 이행이며 이어 전제주의의 출현인 것이다. 이를 바탕으로 하여 불평등은 최고 단계에 이른다. 이번에는 그와는 반대로 사람들로 하여금 일단 상실한 자연 상태를 다른 기초 위에 회복토록 하는 사명을 환기시킨다. 최후 전제주의 단계가, 루소가 현실로 본 프랑스 절대왕제의 사회임은 말할 나위도 없다. 전제주의로부터 자연 상태의 회복에 관해서는 ⟪사회계약론⟫에서 논의된다.